# Aufstand in Epirus 1611
Der Aufstand in Epirus 1611, auch bekannt als der Aufstand des Dionysios Skylosophos, war eine antiosmanische Rebellion albanischer Bauern, organisiert und angeführt vom ehemaligen griechisch-orthodoxen Bischof Dionysios. Die rebellierenden Bauern und Hirten griffen am 10. September 1611 die Stadt Ioannina an, den Sitz des osmanischen Gouverneurs der Region. Am folgenden Tag wurde der Aufstand von den osmanischen Behörden mit Unterstützung der örtlichen griechisch-orthodoxen Honoratioren brutal niedergeschlagen und die Rädelsführer hingerichtet. Als Folge des Aufstands wurden die Privilegien, die die einheimischen Einwohner von Ioannina seit Beginn der osmanischen Herrschaft (1430) genossen, aufgehoben.

## Hintergrund
Der von Dionysios angeführte Aufstand ist Teil der lokalen Aufstände im frühen 17. Jahrhundert in verschiedenen Teilen des Balkans, darunter Albanien und Epirus, bei denen Forderungen nach Steuersenkungen mit antiosmanischen Gefühlen verbunden waren. Nur fünf Jahre vor 1611 hatte es in der Region Kurvelesh einen Aufstand gegen die Steuern gegeben. Diese Aufstände des 17. Jahrhunderts wurden oft von prowestlichen Persönlichkeiten angestiftet und hatten daher einen begrenzteren Umfang als die Aufstände des 16. Jahrhunderts, die sich ausschließlich auf die wirtschaftlichen und sozialen Forderungen einer breiten Bevölkerung stützten.
Nach dem osmanisch-venezianischen Friedensvertrag von 1573 förderten Spanien und das Heilige Römische Reich mit Unterstützung des lokalen Adels, der Gelehrten, der Geistlichen und der griechischen Militärs unter ihrem Kommando verschiedene Aufstände auf dem Balkan und insbesondere in Epirus. Andererseits lebte die griechische Bevölkerung der Stadt seit 1430, als sich das Verwaltungszentrum Ioannina friedlich den Osmanen ergab, in relativer Harmonie mit den osmanischen Neuankömmlingen. So befanden sich innerhalb der Mauern 25 christliche Kirchen und 7 Klöster, während Moscheen nur außerhalb der Mauern errichtet wurden. Dennoch war ein Teil der Bevölkerung, darunter auch einige der örtlichen Geistlichen von Ioannina, an der Vorbereitung von Aufständen gegen die osmanischen Behörden beteiligt.
Interne Probleme und langwierige Kriege des Osmanischen Reiches weckten bei den griechischen Untertanen die Erwartung, die osmanische Herrschaft zu beenden; so brach 1596 in Himara unter dem Metropoliten Athanasios von Ohrid ein Aufstand aus, während im Jahr 1600 eine Delegation aus Mittelgriechenland im Namen von Dionysios in Madrid eintraf, um einen großen Aufstand vorzuschlagen. Letzterer hatte bereits 1600 einen gescheiterten Aufstand in Thessalien angezettelt. Im Jahr 1601 wurde er vom Ökumenischen Patriarchat von Konstantinopel abgesetzt, weil er „mit Wahnsinn einen Aufstand gegen die Herrschaft des lebenslangen Herrschers Sultan Mehmet III.“ geplant hatte. Die mit Dionysios kooperierenden Verschwörer hielten auch Kontakt zu Michael dem Tapferen von der Walachei und boten ihm möglicherweise finanzielle Unterstützung für seinen Feldzug gegen das Osmanische Reich an.

## Planung
In den folgenden Jahren reiste Dionysios nach Spanien, um westliche Unterstützung für seine Pläne zu suchen. Dort schlug er einen Plan zur Befreiung von Epirus, Makedonien, Thessalien und ganz „Griechenland“ vor. Er war Leiter einer Delegation verschiedener Honoratioren und Metropoliten aus Ioannina, Arta und Larisa und der weiteren Region. Dem vorgeschlagenen Plan zufolge sollte der Aufstand mit der Einnahme von Preveza durch griechische Truppen beginnen, die die Stadt anschließend einer spanischen Flotte übergeben würden.
Im Jahr 1603, kurz bevor er nach Spanien reiste, gab er die griechisch-orthodoxe Kirche auf, schwor Papst Clemens VIII. die Treue und empfing die Kommunion der römisch-katholischen Kirche. Als Reaktion darauf griffen ihn die griechischen Geistlichen der damaligen Zeit häufig an und bezeichneten ihn als Abtrünnigen. Unter diesen Umständen gaben ihm griechische Geistliche in Epirus den Spitznamen „Dionysios der Dämon“ und später Skylosophos (Skylosophos, Hundephilosoph auf Griechisch). Sein schärfster Gegner, der sein Andenken nach seiner Hinrichtung heftig angriff, war Maximos, ein griechischer Priestermönch vom Peloponnes, der zufällig Zeuge der Ereignisse von 1611 in Ioannina war und eine „stigmatisierende Ansprache“ (Γογος Στιλετευτικὸς) sowie eine Reihe von Briefen an seine griechischen Mitgeistlichen in Epirus schrieb. Er trat offen als eingeschworener klerikaler Gegner des rebellischen Bischofs Dionysios auf, den er eindeutig als Feind der Kirche und der griechischsprachigen orthodoxen Christen identifizierte.
Nach seiner Reise nach Spanien erhielt Dionysios Unterstützungsversprechen von den Spaniern des Königreichs Neapel und begann mit den Vorbereitungen für einen weiteren Aufstand im Sandschak von Ioannina. Als solcher ließ er sich 1604 in das Dorf Hoika in der Nähe von Paramythia nieder. Dionysios gelang es auch, die Unterstützung verschiedener Adliger der Region zu gewinnen, wie etwa Mattheos, dem Metropoliten von Dryinopolis, dem Christen Deli Giorgos, dem Sekretär eines osmanischen Beamten, Lambro, der, obwohl er persönlicher Sekretär des Pascha von Ioannina war, von den Albanern als ihr König angesehen wurde, und Zotos Tsiripos.

## Ausbruch
Die meisten Einzelheiten des Aufstands stammen von Maximos, dem Gegner von Dionysios. Der Aufstand brach in der Küstenregion von Epirus, Thesprotia, aus. Am 10. September 1611 versammelten sich 700–800 Bauern und Hirten aus 70 Dörfern in der Küstenregion und waren bereit, unter der Führung der Metropoliten von Larissa, Nafpaktos und Arta aufzustehen. Die überwiegende Mehrheit von ihnen hatte jedoch nur Zugang zu bäuerlichen Werkzeugen. 40 von ihnen trugen Arkebusen und weitere 100 Yatagans. Die Bauern brachten ihre Empörung nicht nur gegen das osmanische Steuersystem zum Ausdruck, sondern auch gegen die osmanische Herrschaft und Präsenz in der Region im Allgemeinen, indem sie Parolen riefen und „Kyrie Eleison“ (griechisch: Κύριε Ελέησον „Herr erbarme dich“) und Anti-Haraç-Steuerparolen (griechisch: Χαράτσι) skandierten χαρατσοπουλι αναζούλι αναζουλοπουλι auf Griechisch. In venezianischen Archivquellen werden sie als Albaner (questi Albanesi sollevati) beschrieben, die über die Ereignisse berichteten. Sie werden auch als betrunkene Anhänger des Dionysios beschrieben. Die ca. 1000 albanische Bauern, die an dem Aufstand teilnahmen, kamen aus 70 Dörfern der Region Paramythia. In den vorangegangenen Jahrhunderten müssen sie zu den albanischen halbnomadischen Viehzüchtern gehört haben, die frei auf den Weiden der Gegend umherzogen, in der frühen osmanischen Ära jedoch gezwungen waren, sich dauerhaft niederzulassen und als Kleinbauern Steuern zu zahlen. Sie griffen die muslimischen Beys der Dörfer Tourkogranitsa und Zaravousa in Thesprotia gewaltsam an.
Eine Liste der Siedlungen, die an der Bewegung des Dionysios teilnahmen, kann nicht mit Sicherheit erstellt werden. Daher ist es ungewiss, ob sich die Bevölkerung von Dropull und Lunxheri dem Aufstand angeschlossen hat.
Die Rebellen marschierten in Richtung Ioannina, dem Verwaltungszentrum der Region. Dort kamen sie in der Nacht vom 10. auf den 11. September an und brannten das Haus des örtlichen osmanischen Herrschers Osman Pascha nieder. Den Anschuldigungen von Maximos zufolge unterstützte auch der Metropolit von Dryinopolis, der sich zu dieser Zeit in Ioannina aufhielt und als Vikar des alten und kränklichen Metropoliten von Ioannina diente, den Aufstand. Osman Pascha gelang schließlich die Flucht und am nächsten Tag besiegte und zerstreute die osmanische Garnison der Stadt, verstärkt durch eine kleine Kavallerieeinheit (Sipahi) und mit Unterstützung lokaler griechischer Honoratioren, die schlecht organisierten rebellischen Anhänger von Dionysios. Die entschiedene osmanische Reaktion wurde auch von der örtlichen jüdischen Gemeinde unterstützt.

## Folgen
Drei Tage später wurde Dionysios von den Osmanen in einer nahegelegenen Höhle gefunden und verhaftet. Bei seiner Vernehmung behauptete er, es sei sein Ziel gewesen, die Bevölkerung zu befreien und so der osmanischen Tyrannei ein Ende zu setzen. Dionysios erklärte auch, dass der König von Spanien ihm aktive Unterstützung versprochen habe. Mangels spanischer Unterstützung waren die Griechen osmanischen Repressalien ausgesetzt.
Dionysios wurde auf dem zentralen Platz von Ioannina gefoltert und starb, als ihm bei lebendigem Leib die Haut abgezogen wurde. Seine sterblichen Überreste wurden zusammen mit den Anführern der Bewegung nach Konstantinopel geschickt. Andere Persönlichkeiten, die an der Bewegung teilnahmen, erlitten ein ähnliches Schicksal. Alle griechisch-orthodoxen Kirchen innerhalb der Burg von Ioannina wurden dem Erdboden gleichgemacht. Der venezianische Bericht, der die Folgen der Ereignisse beschrieb, erwähnt, dass die meisten Albaner, die dem Angriff entkamen, in den bergigeren Regionen in aktiver Rebellion blieben und so die Kommunikation zwischen Epirus und Makedonien belasteten. Albanische Banden sollen auch in den christlichen Siedlungen von Pogoni verheerende Schäden angerichtet haben, angeblich als Vergeltung für die Bewegung des Dionysios. Gabriel Malamas, der an der Seite von Dionysios kämpfte, gelang die Flucht nach Mani in Südgriechenland.
Dies führte auch zur Vertreibung der Griechen aus der Burg von Ioannina, denen es vor dem Aufstand erlaubt war, in der Zitadelle zu leben. Nur Muslimen und Juden war es gestattet, in der Burg von Ioannina zu bleiben, während die dortigen Kirchen beschlagnahmt und in Moscheen umgewandelt wurden. Im Jahr 1618 wurde die griechisch-orthodoxe Kathedrale Johannes des Täufers, des Schutzpatrons der Stadt, abgerissen und an ihrer Stelle die Aslan-Pascha-Moschee (heute das Städtische Ethnographische Museum von Ioannina) errichtet. Der Aufstand deutet auf gewisse politische Schwankungen in einem kleinen Teil der griechisch-orthodoxen Geistlichkeit hin. Doch trotz dieser Differenzen waren die Besonderheiten der griechisch-orthodoxen Kirche und der griechischen Stadtschichten eine Ausrichtung auf das Osmanische Reich und eine antiwestliche Haltung. Damit wurden die Privilegien, die die einheimischen Einwohner von Ioannina seit Beginn der osmanischen Herrschaft (1430) genossen, aufgehoben.
Nach dem Scheitern des Aufstands von 1611 verfolgten die spanischen Behörden eine Politik der umsichtigen Eindämmung der antitürkischen Impulse der Griechen. Darüber hinaus informierten die griechischen Vertreter weiterhin über die Lage im Osmanischen Reich.

## In der Geschichtsschreibung
Doja (2022) sagt, dass Quellen, die nach dem Aufstand in der Region geschrieben und veröffentlicht wurden, zeigen, dass eine griechische Fraktion von Epirus gegen die rebellierenden albanischen Bauern kämpfte und die lokale osmanische Elite unterstützte. Ihm zufolge wird diese Haltung der griechischen städtischen, kaufmännischen und kirchlichen Fraktion in der Abhandlung des Maximos von Peloponnes gegen Dionysios deutlich, die unmittelbar nach seiner Hinrichtung verfasst wurde. In der griechischen Geschichtsschreibung wurden die Ereignisse seit dem 19. Jahrhundert als Teil der griechischen nationalistischen Erzählung neu interpretiert. Darüber hinaus fügt er hinzu, dass dieser Ansatz wegen seiner „Rekonstruktion auf der Grundlage selektiver Verwendung griechischer Quellen und schwerwiegender Ungenauigkeiten sowie oft absichtlicher Eingriffe in die griechische Veröffentlichung zeitgenössischer westlicher Dokumentarquellen“ kritisiert wurde.
Koukoudes (2003) diskutiert die Möglichkeit, dass Aromunen und andere aus den Regionen Zagori, Malakasii und anderen Regionen um Ioannina an dem Aufstand teilgenommen haben könnten.

## Gedenkfeier
Jährliche Feierlichkeiten zum Gedenken an den Aufstand des Dionysios finden im Dorf Radovizi östlich von Ioannina statt.